# Plinthanthesis
Plinthanthesis là một chi thực vật có hoa trong họ Hòa thảo (Poaceae).

## Loài
Chi Plinthanthesis gồm các loài: